# Stazione meteorologica di Luserna San Giovanni
La stazione meteorologica di Luserna San Giovanni è la stazione meteorologica di riferimento relativa alla località di Luserna San Giovanni.

## Coordinate geografiche
La stazione meteo si trova nell'Italia nord-occidentale, in Piemonte, in provincia di Torino, nel comune di Luserna San Giovanni, a 478 metri s.l.m. e alle coordinate geografiche 44°48′N 7°15′E.

## Dati climatologici
In base alla media trentennale di riferimento 1961-1990, la temperatura media del mese più freddo, gennaio, si attesta a -1,9 °C; quella del mese più caldo, luglio, è di +20,4 °C .
| Luserna San Giovanni | Mesi | Mesi | Mesi | Mesi | Mesi | Mesi | Mesi | Mesi | Mesi | Mesi | Mesi | Mesi | Stagioni | Stagioni | Stagioni | Stagioni | Anno |
| Luserna San Giovanni | Gen  | Feb  | Mar  | Apr  | Mag  | Giu  | Lug  | Ago  | Set  | Ott  | Nov  | Dic  | Inv      | Pri      | Est      | Aut      | Anno |
| -------------------- | ---- | ---- | ---- | ---- | ---- | ---- | ---- | ---- | ---- | ---- | ---- | ---- | -------- | -------- | -------- | -------- | ---- |
| T. max. media (°C)   | 1,3  | 3,2  | 8,5  | 13,7 | 19,6 | 23,4 | 26,1 | 24,1 | 19,8 | 12,7 | 7,2  | 3,4  | 2,6      | 13,9     | 24,5     | 13,2     | 13,6 |
| T. min. media (°C)   | −5,0 | −3,8 | 0,2  | 4,7  | 8,4  | 12,6 | 14,8 | 14,1 | 11,0 | 5,7  | 0,8  | −2,4 | −3,7     | 4,4      | 13,8     | 5,8      | 5,1  |